# Las boludas
«Las boludas» es una película Argentina filmada en colores dirigida por Víctor Dínenzon sobre su propio guion escrito en colaboración con Dalmiro Sáenz según la novela homónima de Dalmiro Sáenz que se estrenó el 5 de agosto de 1993 y tuvo como actores principales a Gerardo Romano,  Héctor Alterio, Rodolfo Ranni y Sandra Ballesteros.
La película llevó solo unos veinte días de filmación y fue la primera argentina en llevar una mala palabra en su título. Tuvo el título alternativo de Sólo se trata de vivir.

## Sinopsis
Tres mujeres demuestran a sus esposos (un policía, un cazador de desertores y un extorturador) el error de subestimarlas.

## Reparto
Participaron del filme los siguientes intérpretes:
- Gerardo Romano
- Héctor Alterio
- Rodolfo Ranni
- Sandra Ballesteros
- Michel Duquet
- Cora Sánchez
- Rubén Stella
- Ernesto Larrese
- Claudia Nicola
- Miguel Ángel Santín
- Martín Seefeld
- Juan Goya
- Carlos Trippel
- Mara Guthmann Fulvio
- Javier Michel
- Enrique Ferreira
- Carlos Zapparelli
- Alfredo Girardi
- Milina Ángel
- Marcelo Silva
- Ramón H. Vivanco
- Adriana Temperini
- Sandra Ribotta
- Paula Ubaldini

## Comentarios
Roberto Pagés en El Amante del Cine escribió:

«¿Será boludo o inteligente poner en escena todos los lugares comunes del medio como si fueran verdades reveladas?.»

Claudio España en La Nación opinó:

«Muchas palabras en una comedia sin eufemismos.»

Daniel López en La Razón opinó:

«Insólito planteo feminista que Dinenzon lleva hasta sus últimas consecuencias aunque en el camino deba conceder que su cámara se demore largamente en los cuerpos desnudos de esas mujeres, en el mejor estilo machista que el mismo film condena.»